# 8 ½ $
«8 ½ $» («Восемь с половиной долларов») — российский кинофильм Григория Константинопольского, снятый в 1999 году, но вышедший в официальный прокат лишь в 2011 году. Название и сюжет отсылают к ленте Ф. Феллини «Восемь с половиной».

## Сюжет
Режиссёр Гера Кремов (Иван Охлобыстин), зарабатывающий на жизнь съёмками рекламных роликов, но мечтающий о большом кино, знакомится с Матильдой (Олеся Поташинская), подругой бандита Фёдора (Фёдор Бондарчук), и вступает с ней в близкие отношения.
Через какое-то время, получив от Фёдора деньги, он снимает клип с Матильдой в главной роли и разговор, наконец, заходит о большом кино (с ней же в главной роли). Для производства фильма Гера запрашивает 300 тысяч долларов, и Фёдор, согласившись, предлагает заехать к нему и сразу всё оформить. Фёдор осведомлен об отношениях Геры с Матильдой, но, подавившись фисташкой, умирает. Пара тратит за ночь 150 тысяч долларов, а утром к ним приходит брат-близнец Фёдора Степан (Фёдор Бондарчук) за деньгами. Гера решает проблему, позвонив знакомому бандиту Спартаку. Тот договаривается со Степаном, что Гера снимет и отдаст фильм через месяц.
Тем временем Степан узнаёт, что у Геры с Матильдой был роман, и что было истрачено 150 тысяч. Он пытается убедить Матильду, что Гера её предаст. Матильде Гера становится безразличен, поскольку режиссёр увлёкся женой Спартака актрисой Ксенией. Это приводит к тому, что Спартак предлагает снять фильм, где главную роль будет играть Ксения. Гера соглашается, запросив у Спартака миллион долларов. Разговор Спартака и Геры записывается на кассету, которую Ксения затем передаёт Матильде.
Степан и Спартак встречаются на съёмочной площадке, чтобы обсудить дальнейшие работы Геры. Но переговоры заканчиваются перестрелкой, в которой гибнут Спартак, Ксения и телохранители, а Степан ранен. Гера уходит, ищет Матильду, но попадает под её джип. Матильда отдаёт кассету, забирает чемодан Спартака с деньгами и уезжает. Очнувшийся Степан пытается остановить Матильду, затем целится в Геру, но, подавившись фисташкой, умирает.

## В ролях
- Иван Охлобыстин — Гера Кремов
- Фёдор Бондарчук —  Фёдор / Степан
- Олеся Поташинская — Матильда
- Владимир Меньшов — Сергей (Спартак)
- Наталья Андрейченко — Ксения Потехина (в титрах — Наталья Обманутая, озвучила Рената Литвинова)
- Владимир Шаинский — Лёсик
- Игорь Верник — Боба, охранник Степана
- Вячеслав Разбегаев — Кока, охранник Степана
- Ангелина Чернова — Ирма
- Армен Петросян — Армен
- Рамиль Сабитов — помощник Геры
- Гоша Куценко — индеец
- Али Ибрагимов — индеец
- Григорий Константинопольский — камео
- Андрей Макаревич — камео
- Александр Медведев — камео
- Владимир Пресняков-младший — камео
- Андрей И — рекламщик

## Съёмочная группа
- Режиссёр-постановщик: Григорий Константинопольский
- Оператор: Юрий Любшин, Евгений Корженков
- Сценаристы: Григорий Константинопольский, Авдотья Смирнова, Сергей Крылов
- Продюсер: Александр Антипов
- Композитор: Рушан Аюпов
- Художник: Евгений Митта

## Саундтрек
- «Ноль» — «Песня о настоящем индейце»
- Владимир Пресняков — «Бублички»
- Шура — «Летние дожди»
- Гриша Константинопольский — «Матильда», «Вампир», «Матильда и Вампир»
- Гарик Сукачев — «Tombe la neige», «Витька Фомкин»
- «Маша и медведи» — «Любочка»
- «Мегаполис» — «Цыганочка»
- «Пеп-си» — «Вовочка»
- «DJ Грув» — «Не было печали»
- «Чиж & Co» — «Полонез»
- «Моральный кодекс» — «До свидания, мама»

## Съёмки[1]
- Наталья Андрейченко, сыгравшая роль Ксении, из-за конфликта с режиссёром отказалась ставить своё имя в титрах (в титрах фигурирует имя «Наталья Обманутая»). Её роль озвучивала Рената Литвинова, бывшая на тот момент женой продюсера фильма Александра Антипова.
- Фильм был снят в 1999 году, но из-за нарушения авторских прав в используемой музыке его выход был отложен. При этом фильм в 2000-е годы издавался на видеокассетах и показывался по телевидению. Плёнку убрали в архив, где она пролежала семь лет. В 2006 году ленту нашли, но она была подпорчена из-за неправильных условий хранения, пришлось восстанавливать звук, обновлять музыку (все музыканты разрешили бесплатно использовать их музыку, лишь Эннио Морриконе запросил $40 тыc., и его музыку из фильма пришлось убрать) и, заодно, изображение было переведено в формат 3D. Эти работы добавили к бюджету картины ещё 4 миллиона рублей.
- За время реставрации Константинопольским был написан сценарий ремейка — «8,5 долларов 2222».